# Keir O'Donnell
Pour les articles homonymes, voir O'Donnell.
Keir O'Donnell est un acteur australo-américain, né le 8 novembre 1978 à Sydney en Australie.

## Biographie
Keir O'Donnell fréquente l'école secondaire de la Bromfield School et participe à de nombreuses productions à la fois sur le circuit des festivals et dans le théâtre communautaire. En 1996, il reçoit une bourse d'études par intérim de la Massachusetts High School Drama Guild. Après avoir obtenu son diplôme, il rejoint la première classe du nouveau conservatoire de théâtre classique de la Hartt School (créée par Malcolm Morrison et Alan Rust) à Hartford, dans le Connecticut. Dans cette école, O'Donnell joue dans de nombreuses pièces, dont Three Sisters, Lysistrata, Twelfth Night, Philadelphia Here I Come, et incarne Roméo dans Roméo et Juliette face à Hannah Mello. Il obtient son diplôme en 2000 et est accepté au Hartford Stage Co. Regional Theatre, où il joue dans Macbeth et A Christmas Carol. À l'automne 2001, il incarne le rôle principal dans la première américaine de The Man Who Never Yet Saw Woman's Nakedness de Moritz Rinke, au Odyssey Theatre de Los Angeles.

### Cinéma
Après plusieurs films étudiants et indépendants, O'Donnell décroche le rôle de Todd Cleary dans Serial noceurs. Le film devient alors la comédie classée R la plus rentable de tous les temps. Peu de temps après, Vince Vaughn invite O'Donnell à le rejoindre pour son Wild West Comedy Tour, une tournée qui a parcouru 30 villes en 30 jours à travers le pays. O'Donnell apparaît sur scène avec Vaughn en tant qu'invité spécial pour faire des sketchs d'improvisation. La tournée est filmée et peut être vue comme le documentaire : Vince Vaughn's Wild West Comedy Show.
En 2002, il joue le rôle de Todd Jarvis dans le film « Splat ! », mettant en scène un adolescent en difficulté qui jouet au paintball pour gagner en confiance. O'Donnell joue aux côtés de Vaughn dans La Rupture, sorti en 2006. O'Donnell joue ensuite dans la comédie indépendante Flakes avec Zooey Deschanel. Il apparaît également dans le film Noise de Henry Bean, présenté au Festival du film de Toronto en 2008. O'Donnell se distingue aussi dans le rôle de l'antagoniste Veck Simms dans Paul Blart: Mall Cop et eapparâit dans la comédie romantique de 2010, C'était à Rome, avec Kristen Bell et Josh Duhamel. La même année, il fait une apparition dans La Mère de l'Invention.
O'Donnell fait ses débuts en tant que réalisateur en 2024, avec Marmalade.

### Télévision
O'Donnell fait des apparitions dans plusieurs séries, dont Lost : Les Disparus, Les Experts, The Closer, Sons of Anarchy ou encore Philadelphia. Il fait également partie de la distribution d'ensemble du documentaire My Generation, diffusé en 2010 et  développé par Noah Hawley. Il décroche ensuite des rôles récurrents dans Fargo et Legion. En 2011, il tient le rôle récurrent d'Evan, l'amoureux de Kate, dans la série United States of Tara de Showtime, apparaissant à partir de la seconde moitié de la troisième saison. En 2013, O'Donnell fait une apparition dans NCIS : Enquêtes spéciales dans le rôle de Ramsey Boone.

## Filmographie

### Cinéma
- 2002 : In Your Face : Todd Jarvis
- 2004 : Starkweather : Bob Von Buch
- 2005 : Serial noceurs : Todd Cleary
- 2006 : La Rupture : Paul
- 2007 : Flakes : Stuart
- 2007 : What We Do Is Secret : Chris Ashford
- 2007 : After Sex : David
- 2007 : Noise : le voleur de voiture
- 2007 : Deadbox : Tucker
- 2008 : Bar Starz : Dick
- 2008 : Pathology : Ben Stravinsky
- 2008 : Amusement : The Laugh
- 2009 : Paul Blart : Super Vigile : Veck Simms
- 2009 : The Mothers of Invention
- 2009 : Tente ta chance : Digger Morris
- 2010 : Les Runaways : Rodney Bingenheimer
- 2010 : C'était à Rome : Père Dino
- 2010 : Miss Nobody : L.J. Feffer
- 2012 : Free Samples : Danny
- 2012 : Complacent : Thomas Pulchek
- 2013 : Worm : Dustin
- 2013 : Tout pour lui plaire : Eliot
- 2014 : La Planète des singes : L'Affrontement : Finney
- 2014 : American Sniper : Jeff Kyle
- 2015 : Return to Sender : Tony Desantos
- 2016 : Incarnate : Oliver
- 2017 : Mary : Bradley Pollard
- 2017 : Heart, Baby : Randy
- 2020 : Canicule (The Dry) de Robert Connolly : Greg Raco
- 2022 : Ambulance de Michael Bay : agent Anson Clark

### Télévision
- 2004 : Touche pas à mes filles : Derek (1 épisode)
- 2004 : Lost : Les Disparus : Thomas (1 épisode)
- 2005 : Killer Instinct : Chester (1 épisode)
- 2006 : Les Experts : Ken Richmond (1 épisode)
- 2006 : The Closer : L.A. enquêtes prioritaires : Gerald Curtis
- 2008 : Philadelphia : Jan (1 épisode)
- 2008 : Sons of Anarchy : Lowell Harland, Jr. (4 épisodes)
- 2009 : Flashforward : Ned Ned (1 épisode)
- 2010 : My Generation : Kenneth Finley (5 épisodes)
- 2011 : United States of Tara : Evan (7 épisodes)
- 2012 : New York, unité spéciale : Stuart Andrews (saison 13, épisode 19)
- 2013 : NCIS : Enquêtes spéciales : Ramsey Boone (1 épisode)
- 2013 : Californication : Beckett Fetch (1 épisode)
- 2014 : Rizzoli and Isles : Craig Johnson (1 épisode)
- 2015 : Masters of Sex : Vincent (1 épisode)
- 2015 : Fargo : Ben Schmidt (5 épisodes)
- 2016-2017 : Sun Records : Dewey Philips (8 épisodes)
- 2017 : Ray Donovan : George (4 épisodes)
- 2017 : Legion : Daniel (1 épisode)